# 74a Brigada (Regne Unit)
La 74a Brigada va ser una formació de l'Exèrcit britànic. Va ser formada com a part del nou exèrcit, conegut com a Exèrcit de Kitchener i assignada a la 25a Divisió, servint al front occidental durant la Primera Guerra Mundial. Després de patir moltes baixes en el marc de la ofensiva de primavera alemanya, el 1918, la brigada va ser reformada amb noves unitats. Va entrar en combat a la línia Hindenburg, a l'octubre, i a Picardia, el novembre.

La brigada nova tornar a formar-se per combatre a la Segona Guerra Mundial.

## Formació
Des de la formació fins al final de l'ofensiva de primavera.
- 11è Batalló, Lancashire Fusiliers (Dissolta l'agost de 1918)
- 13è Batalló, Cheshire Regiment (Dissolta l'agost de 1918)
- 8è Batalló, East Lancashire Regiment (Retirada el novembre de 1918)
- 8è Batalló, Loyal North Lancashire Regiment (Retirada l'octubre de 1915)
- 9è Batalló, Loyal North Lancashire Regiment (Retirada el juny de 1918)
- 2n Batalló, Royal Irish Rifles (Afegida l'octubre de 1915, retirada el novembre de 1917)
- 3r Batalló, Worcestershire Regiment (Afegida el novembre de 1917, retirada el juny de 1918)
- 74a Companyia d'Ametralladores 	 (Afegida el març de 1916, transferida al 25è batalló el març de 1918)
- 74a Bateria de Morters de Trinxera 	 (Formada el juny de 1916)

Després de la reforma posterior a la ofensiva de primavera.
- 2/7è Batalló, Lancashire Fusiliers (Afegida el juny de 1918, dissolta el juliol de 1918)
- 21è Batalló, Middlesex Regiment (Afegida el juny de 1918)
- 9è Batalló, Yorkshire Regiment (Afegida el setembre de 1918)
- 11è Batalló, Sherwood Foresters (Afegida el setembre de 1918)
- 13è Batalló, Durham Light Infantry (Afegida el setembre de 1918)
- 74a Bateria de Morters de Trinxera